# Tricócito (humano)
Tricócitos, nos mamíferos, são células epiteliais especializadas a partir da qual tecidos altamente resistentes mecanicamente como cabelo e unhas são formadas. Elas podem ser identificadas pelo fato de expressarem proteínas de queratina que dão origem a pêlos.